# Lebanon (Virginia)
Lebanon város az USA Virginia államában. Lakosainak száma 3159 fő (2020. április 1.).

## Népesség
A település népességének változása:

| 2010 | 3 424 |
| 2020 | 3 159 |